# Спортивный комитет дружественных армий
Спортивный комитет дружественных армий (СКДА) — международный спортивный союз, участниками которого являлись организации физической культуры и спорта вооружённых сил социалистических стран и нескольких дружественных им стран.

## История
18 февраля 1948 года на совещании в Ницце Бельгия, Голландия, Дания, Люксембург и Франция создали Международный совет военного спорта, который занимался организацией соревнований по военно-прикладным видам спорта среди стран-участников созданного 17 марта 1948 года Западного союза, а с 1949 года — стран военно-политического блока НАТО.
По результатам совещания 11-14 мая 1955 года СССР и социалистическими странами Восточной Европы был создан военно-политический союз Организация Варшавского Договора. В 1957 году было принято решение о создании военно-спортивной организации ОВД.
Спортивный комитет дружественных армий был создан 12 марта 1958 года на совещании представителей вооружённых сил 12 социалистических стран: Народная Социалистическая Республика Албания, Народная Республика Болгария, Венгерская Народная Республика, Демократическая Республика Вьетнам, Германская Демократическая Республика, Китайская Народная Республика, Корейская Народно-Демократическая Республика, Монгольская Народная Республика, Польская Народная Республика, Социалистическая Республика Румыния, Союз Советских Социалистических Республик и Чехословацкая Социалистическая Республика.
На том же заседании было принято положение о СКДА.
В сентябре 1958 года состоялась первая Спартакиада дружественных армий, которая прошла в 19 городах ГДР. В соревнованиях по 12 видам спорта участвовали 1,5 тыс. армейских спортсменов из 12 государств (в том числе, 33 призёра Олимпийских игр). По результатам соревнований в Спартакиаде победили спортсмены СССР.
С 1961 года началось проведение чемпионатов СКДА по отдельным видам спорта (чемпионатом считалось соревнование, в котором принимали участие спортсмены не менее 5 стран-участников СКДА). В 1962 году был создан Спортивный комитет Министерства обороны СССР.
Промежуточные итоги деятельности СКДА были подведены в 1964 году на совещании в Ленинграде.
В 1966 - 1969 гг. было проведено 62 чемпионата СКДА, в которых приняли участие 5 тыс. спортсменов. В 1969 году к СКДА присоединилась Республика Куба.
В ноябре 1971 года на 16-й конференции СКДА была утверждена эмблема СКДА и принято решение о издании иллюстрированного бюллетеня «СКДА — спортивное обозрение», с 1973 года выходившего 4 раза в год на русском языке с аннотациями на английском, испанском, немецком и французском языках (в 1982 году издание покупали более чем в 40 странах мира).
В 1973 году к СКДА присоединилась Сомалийская Демократическая Республика, в 1974 году - Народная Демократическая Республика Йемен.
В 1975 году СКДА был проведён первый конкурс фильмов, посвящённых военному спорту (в 1977 году был проведён второй такой конкурс).
В 1977 году к СКДА присоединилась Народная Республика Ангола. В целом, за первые двадцать лет работы организации (с 1958 года до 1 января 1978 года) было проведено 10 спартакиад и 306 чемпионатов по военно-прикладным и олимпийским видам спорта.
В последующем к СКДА присоединились:
- в 1978 году Эфиопия,
- в 1980 году Демократическая Республика Афганистан,
- в 1983 году: Народная Республика Кампучия, Народная Республика Мозамбик, Лаосская Народно-Демократическая Республика и Сирийская Арабская Республика.

В 1985 году участниками СКДА являлись 19 государств.
В 1987 году к СКДА присоединились Республика Гвинея-Бисау и Республика Мали, в 1988 году Республика Мадагаскар и Республика Никарагуа.
В связи с самороспуском Организации Варшавского Договора СКДА прекратил существование и в 1991 году вошёл в состав Международного совета военного спорта.

## Деятельность

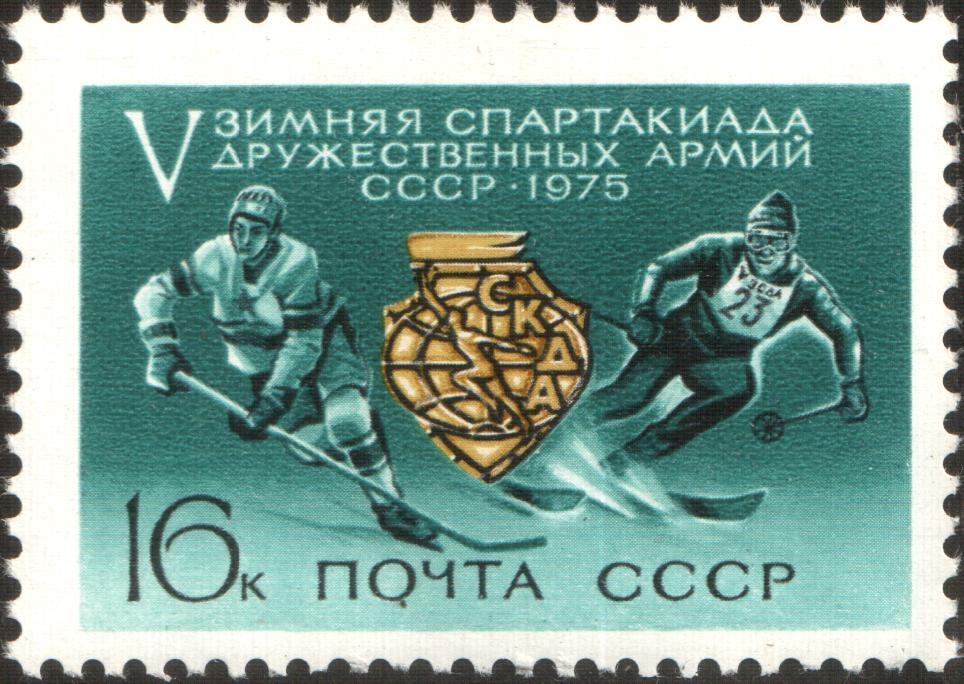
Марка СССР: Эмблема спартакиады, хоккеист и горнолыжник. Серия: V зимняя Спартакиада дружественных армий. СССР

Высшим органом СКДА являлись заседания комитета, в составе которого находилось по два представителя от вооружённых сил каждого государства — участника СКДА. Заседания комитета проходили один раз в год. Постоянно действующим органом СКДА являлось Бюро СКДА, находившееся в Москве, которое состояло из пяти человек и избиралось на четыре года.
На заседаниях СКДА проходило обсуждение и утверждение программы спортивных мероприятий на следующие два года и иных направлений сотрудничества в сфере физической культуры и спорта.
Деятельность СКДА способствовала обмену опытом и повышению уровня подготовки спортсменов и военнослужащих (одним из направлений деятельности комитета являлся перевод и издание научно-методической литературы), а также развитию спортивной инфраструктуры стран-участников (в частности, под эгидой СКДА были открыты стрельбища в Лейпциге, Пльзене и Софии).
Спартакиады СКДА проходили один раз в четыре года, также проводились чемпионаты по отдельным видам спорта, иные соревнования и учебно-тренировочные сборы по военно-прикладным и олимпийским видам спорта, научно-методические конференции, встречи тренеров и другие мероприятия.
Крупнейшим соревнованием СКДА являлась летняя спартакиада дружественных армий (они проходили в 1958 году в ГДР, в 1969 году — в СССР, в 1973 году — в ЧССР, в 1977 году — на Кубе, в 1981 году — в Венгрии и в 1985 году — в Польше), в промежутках между летними спартакиадами проходили зимние спартакиады.
В целом, только в период с 1958 до 1975 года СКДА было проведено 8 летних и зимних спартакиад и свыше 200 чемпионатов по олимпийским и военно-прикладным видам спорта. 
В спортивных соревнованиях СКДА участвовали военнослужащие-спортсмены и спортивные команды армий стран, никогда не входивших в состав СКДА (так, в 1977 году в проходившей на Кубе 4-й летней спартакиаде СКДА участвовали Алжир, Бенин, Гайана, Гвинея, Мексика, Конго, Перу и Ямайка, а в проходившей в августе 1981 года 5-й летней спартакиаде СКДА в Венгрии участвовали Алжир, Ирак и Ливия).

## Председатели СКДА
- Генерал-майор Павел Ревенко (1958 — 1962)
- Полковник Константин Жаров (1962 — 1982)
- Лётчик-космонавт Виктор Горбатко (1982 — 1985)
- Генерал-майор Анатолий Распопов (1985 — 1991)

## Дополнительная информация
- в 1977 году на Кубе была выпущена почтовая марка «4-я спартакиада СКДА» («IV Espartaquadas de Verano de los Ejercitos Amigos 1977») номиналом 30 песо.